# Saint-Adalbert
Saint-Adalbert es un municipio canadiense situado en la provincia de Quebec.

## Superficie
Saint-Adalbert tiene una superficie de 216,16 km².

## Demografía
En 2021, tenía 460 habitantes, una densidad poblacional de 2,1 hab./km², y 251 viviendas.